# 臺東天官堂
22°45′39″N 121°09′01″E / 22.760836°N 121.150248°E
臺東天官堂位於臺灣臺東縣臺東市，為全臺唯一一間主祀白佛主公的廟宇。其最初於臺灣清領時期光緒二十年（西元1894年）建廟，至今已有百餘年歷史，是繼臺東天后宮之外，臺東市境內第2間具有百年歷史的廟宇。天官堂除主祀白佛主公外，另陪祀有張天師、三面神掌文武以及七爺八爺等。

## 沿革

### 清領時期
臺東天官堂最初是只是神案，在臺灣清領時期，光緒二十年（1894年），因當時的臺東地區仍是一片尚未拓墾的荒地，加上民情複雜，導致居住在當地的原住民，以及後來移入的漢人與渡海來到臺東的日本人等時常發生互相攻擊的暴力事件。而暴力事件所導致的死難者冤魂，使得荒地陰森恐怖，居民大多不敢做大規模開發。因此當時地方長老乃召集聚會，擇定在農曆正月十五日擺設香案七天七夜，以禱告上蒼消災。

直到香案擺設的第七夜，在場的乩童感受到神靈降身，並寫下：
|  | 「玉京金闕玉皇大天尊玄靈高上帝詔曰：瀛東淨境，素樂善舉，田野荒原，黎庶尚稀，簇立尚稚，未臻盛期，善惡均半，惡行者盛，善作日微，長此下去，樂土變戎腥虛，倫常滅跡，殺氣淫風，亂世猖獗無止，善受其禐，有辜天地之太和。」 |

後來乩童再指示，西方白佛童將遴聘一文一武的神官來到臺東主持。
農曆四月初八，文武神官的廟宇正式建立，堂名取名為「天官堂」。當時的天官堂坐落在今日臺東氣象站的後方。爾後又再遷移至今日臺東市福建路與中正路口交叉口的女醫師館後方，當時的天官堂僅是用簡易的竹寮來供奉神像。

### 日治時期
臺灣日治時期西元1925年，當時位在福建路與中正路口交叉口的天官堂因為發生火災，因此天官堂再次遷移搬到今日博愛路上的現址重新立廟。

### 戰後時期
第二次世界大戰戰後，本以鐵皮屋搭蓋的天官堂，於1949年以木材進行改建。然而到了1970年，因為木造的梁柱開始出現腐蝕現象，因此天官堂信徒決定發起募款重建廟宇而完成今日主殿之規模。1987年，天官堂在於主殿右側加蓋一間佛堂，裡面祭祀著三寶佛，1989年再於二樓加蓋鐘鼓樓一棟，自此便維持建築規模至今未再有太大改變。

## 建築特色

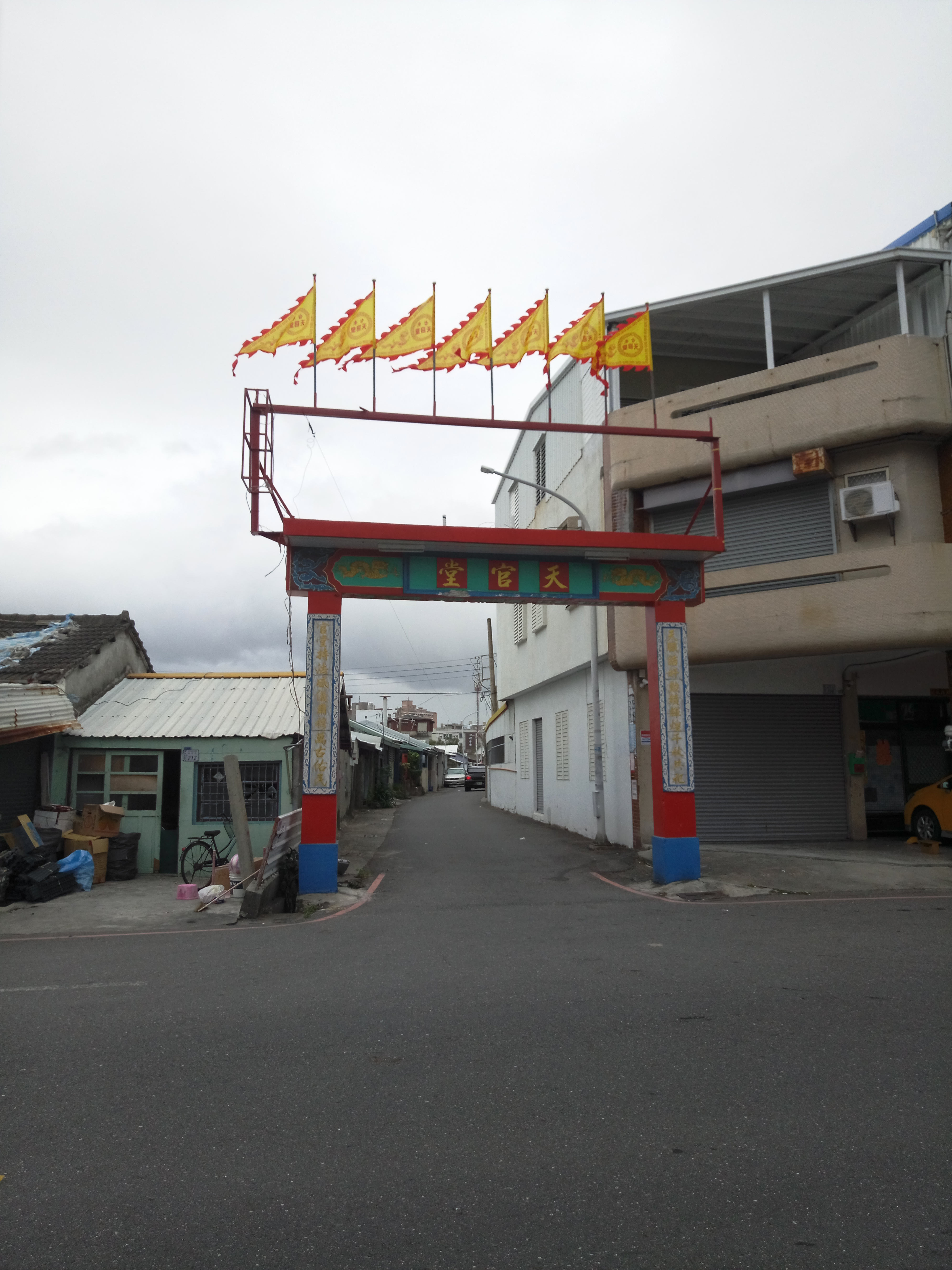
臺東天官堂大門門樓

天官堂的建築為三殿懸山式傳統廟宇建築，前殿為拜亭，左右各建有一座鐘鼓樓，主殿中間為三川殿，後為正殿，天官堂的後方有棵百年老榕樹，廟前廣場廣約有近千坪極為廣闊，廣場正前方為戲台，是鄰近居民休閒活動的中心。

## 重要祭典
天官堂每年最重要的祀典為農曆4月8日的白佛主公聖誕，並且誕辰活慶典中都會備有平安圓與長壽麵等供信徒食用，活動中也會準備兩隻用米組成一大一小的「龜王」由參與活動的信徒擲茭，再由獲得最多聖筊的信徒獲得龜王。天官堂曾在百週年慶祝活動時，從農曆4月1日至8日舉行大規模的禮斗法會。天官堂本身也有設立白佛主公神明會，其會員多達200多人，並且每年的白佛主公聖誕，會員們都會來到天官堂祝壽。
另外在農曆1月15日的元宵節也是天官堂的重要節慶，除了是花雲主公（三面神君）的聖誕外，天官堂的陣頭七爺、八爺等也參加臺東市舉辦的元宵繞境活動。
天官堂除了主祀白佛主公外，還配祀有花雲主公、張府天師、
關聖帝君、玄天上帝、天上聖母、中壇元帥，東嶽大帝、包府千歲、魏徵欽差、地藏王菩薩、十殿轉輪王、城隍爺、福德正神、七爺八爺以及黑虎將軍等眾神祇。

## 資料來源
1. 1 2 3 4 5 6 7 8 9 10 11   (PDF). 中華民國內政部.   [2017-03-03] （中文（臺灣））.[永久]
2. ↑  . 人間福報. 2009-04-26  [2017-03-03]. （原始内容存档于2009-04-28） （中文（臺灣））.
3. 1 2 3 4 5 6 7 8 9  蔡裕良. . 教育大市集.   [2017-03-03] （中文（臺灣））.[]
4. ↑  盧太城. . 大紀元. 2010-05-23  [2017-03-03]. （原始内容存档于2019-04-20） （中文（臺灣））.